# Steltlopen

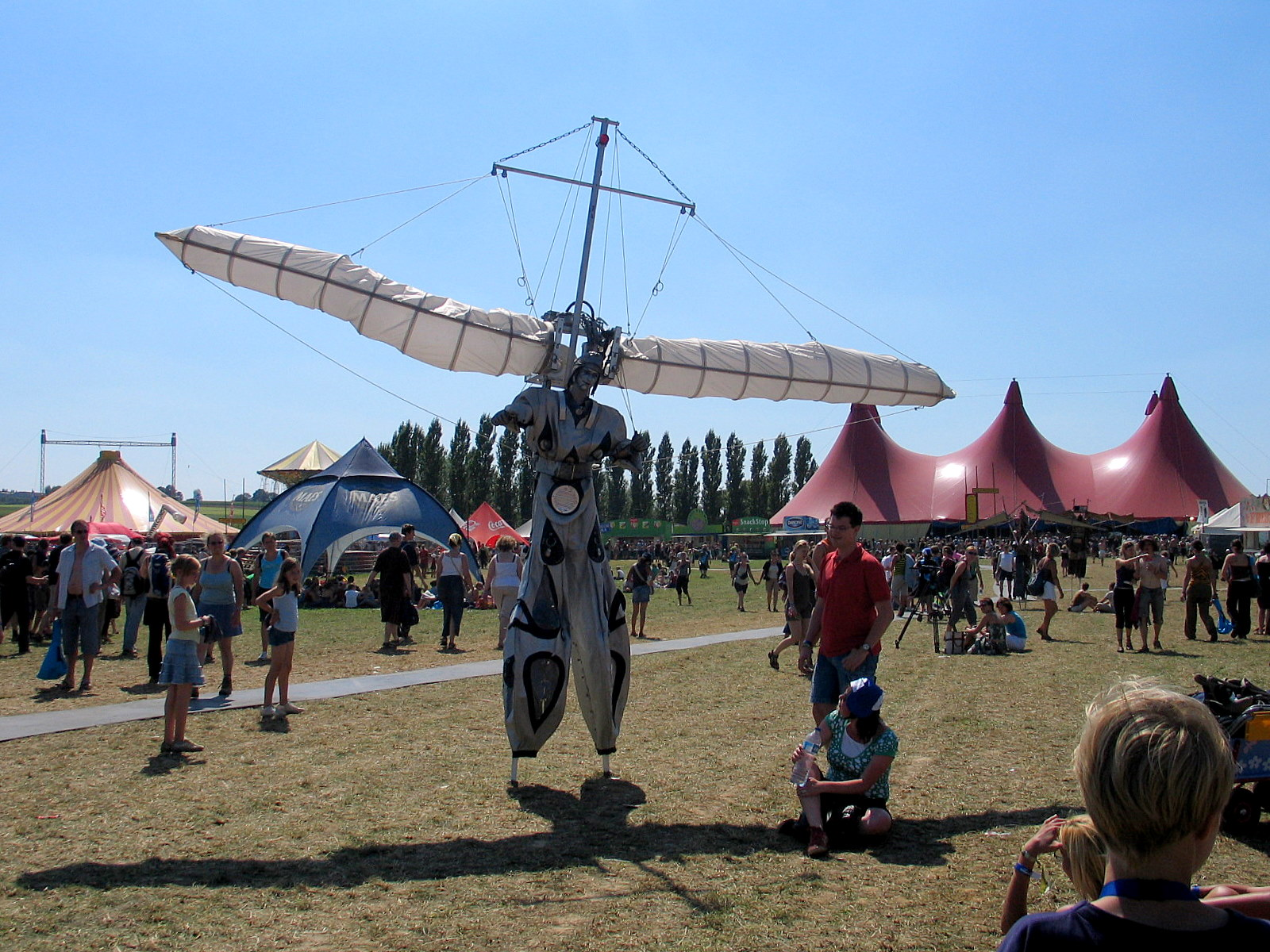
Steltloper op Folk Dranouter

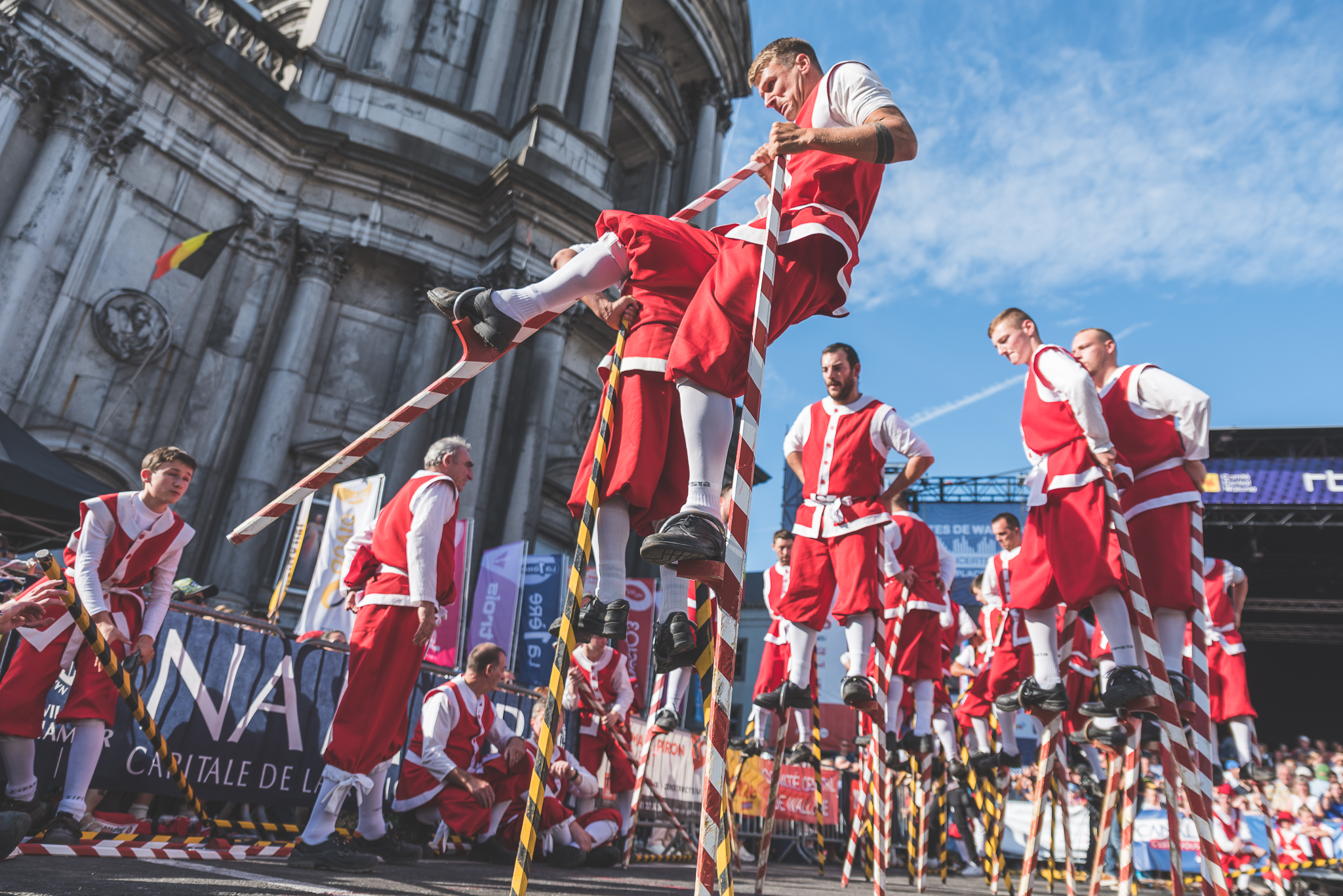
Naamse steltkampers in België. Steltenlopers vechten in Namen sinds minstens 1411.

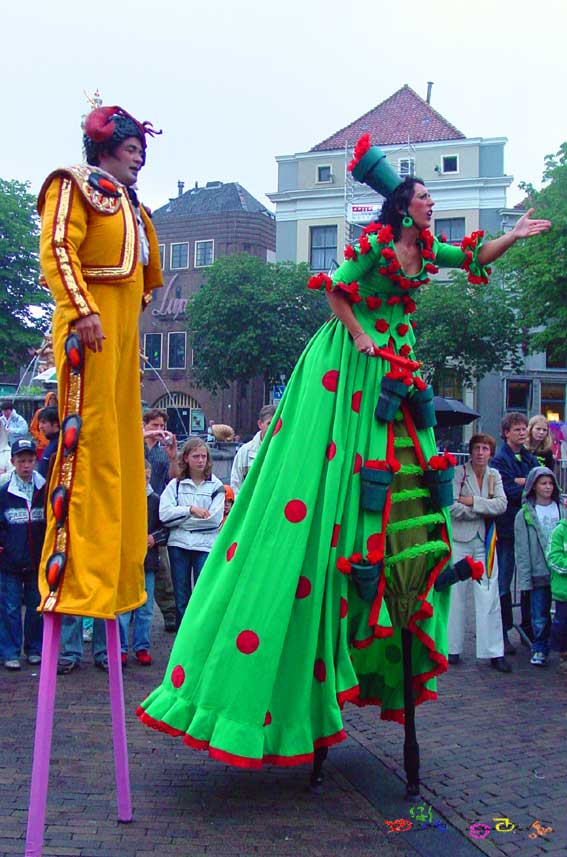
Festival Deventer op Stelten

Steltlopen is een folkloristische activiteit waarbij gelopen wordt op stelten (palen) van 1 tot 4 meter hoogte. Oorspronkelijk was steltlopen een wijze om ondergelopen land te doorwaden of om op geringe hoogte te werken. Later is dit uitgegroeid tot een vorm van acrobatiek, folklore en traditie. Steltlopen is ook een kinderspel (op het schilderij Kinderspelen van Pieter Bruegel de Oude vindt men enkele steltlopers afgebeeld) en een sport.

## Folklore
Optochten worden soms al honderden jaren opgefleurd met steltlopers maar ook zijn er toernooien waarbij met alle mogelijke middelen men elkaar van de stelten probeert te krijgen; de laatste die op zijn of haar stelten blijft staan is de overwinnaar.

### België
Een bekende steltlopersvereniging in België is de Koninklijke Steltenlopers van Merchtem.
In Namen bestaat een traditie van gevecht op stelten sinds 1411. Tijdens dat spel tonen de jongelui hun kracht, vaardigheid en lenigheid. Ze zijn in twee groepen verdeeld: de ene groep onder de naam "mélans", zijnde inwoners van de oude stad, de andere onder de naam "avresses", zijnde bewoners van de "nieuwe" stad.

### Nederland

#### Didam
'Didam op stelten' is een jaarlijks terugkerend evenement te Didam. Het stamt uit 1977, toen het nieuwe stationsgebouw van Station Didam werd geopend. Om dit te vieren werd de Spoorstraat afgesloten met slagbomen en werden er wedstrijden steltlopen gehouden, waaraan ook burgemeester en wethouders deelnamen.

#### Deventer
Deventer kent sinds 1996 het straatfestival Deventer Op Stelten. In de oude binnenstad treden dan theatergroepen uit vele landen op, merendeels op stelten. Dit festival trekt in drie dagen tijds meer dan 125.000 bezoekers.

### Frankrijk
De steltloopwedstrijden in Landes zijn erkend als immaterieel cultureel erfgoed van Frankrijk. Tussen 1892 en 1895 werden steltloopwedstrijden over lange afstanden georganiseerd in Bordeaux.

## Werk
Stelten worden nog steeds gebruikt bij werkzaamheden op geringe hoogte, bijvoorbeeld door stukadoors, schilders, monteurs of mensen in tuinderijen. Moderne stelten worden gemaakt van aluminium en zijn in verschillende maten verkrijgbaar. Deze staan ook wel bekend als werkstelten.

## Records
- Het wereldrecord simultaan steltlopen staat sinds 2011 op naam van 1200 basisschoolleerlingen uit Spijkenisse.[bron?]